# Dialecte de Xining
Le dialecte de Xining (chinois simplifié : 西宁话 ; chinois traditionnel : 西寧話 ; pinyin : Xīníng huà) est un dialecte du mandarin zhongyuan parlé dans la région de Xining.
C'est la langue maternelle du 14e dalaï-lama, celle que parlaient ses parents, Diki Tsering et Choekyong Tsering, lorsqu'ils habitaient le village de Taktser, sans savoir toutefois ni la lire ni l'écrire ainsi que le rapporte dans ses mémoires Gyalo Thondup, le frère aîné du dalaï-lama,. Ce dialecte est décrit par John Powers comme étant un dialecte chinois entrecoupé de mots tibétains